# Juan Falconí Puig
Juan Falconi Puig (n. Guayaquil, Ecuador) es Doctor en Jurisprudencia, profesor universitario, articulista y político ecuatoriano.

## Biografía
Es hijo de Ricardo Falconí Ledesma, abogado y de la poetisa María Eugenia Puig Lince.Falconi se graduó de abogado la Universidad Católica de Santiago de Guayaquil en diciembre de 1975 y tres años más tarde obtuvo su título de Doctor en Jurisprudencia, y, finalmente la maestría en Derecho Constitucional en la misma universidad. 
Falconí Puig durante la administración de Gustavo Noboa, desempeñó el cargo de Superintendente de Bancos.  Durante su gestión, encabezó la pesquisa sobre la crisis de Filanbanco y la gestión financiera de la entidad bajo la propiedad anterior de los hermanos William y Roberto Isaías Dassum.  Además, Falconí Puig aspiró a ser parte de la Corte Nacional de Justicia como precandidato, aunque finalmente no resultó seleccionado para dicho cargo. 
En junio de 2013, Ricardo Patiño anuncia a la BBC Mundo que Falconí Puig fue designado Embajador del Ecuador ante el Reino Unido. En el año 2015, Rafael Correa a través del decreto ejecutivo 643, lo nombra representante de Ecuador ante la Organización Mundial de Comercio, con sede en Ginebra-Suiza. 
Falconi ha ocupado cargos públicos en el Gobierno, fue Ministro de Industria y Comercio en enero de 1991; y, más tarde, desempeñó como Ministro Secretario de Estado de la Producción del Gobierno, en octubre de 1999, luego de la crisis de 1998-99, y, posteriormente, como Superintendente de Bancos, nombrado en abril del año 2000, estuvo a la cabeza de importantes decisiones e investigó el caso más grande de esa crisis, el de Filanbanco, propiedad de los hermanos Isaías Dassum, que pasó al Estado en diciembre de 1998, para evitar su quiebra. 
En 2023 se presentó para el cargo de Contralor, manifestantes rechazaron la presencia de Juan Falconí, quien llegó a rendir el examen para contralor en Quito, Sin embargo Falconí sostiene que hubo ilegalidades, pese a las irregularidades, Puig pide ser recalificado en el finalizado concurso de contralor, además de invalidar actas emitidas por el cuerpo colegiado y ser recalificado. Además de Interponer una acción de protección contra Comisión que calificó al Contralor.La acción de protección busca frenar la posesión del nuevo Contralor General.

## Carrera
A principios de 1975 Falconí empezó con la cátedra de Derecho Procesal Civil en la Universidad Católica de Santiago de Guayaquil y al año siguiente fue nombrado Director de Estudios del área Procesal. En junio de 1982 fue representante de los catedráticos al Consejo Directivo de la Facultad de Derecho de la misma Universidad y fue elegido Decano de la Facultad de Jurisprudencia en 1984. En la misma Universidad presidió el Tribunal de Disciplina Docente en agosto de 1986.  En el 2016 fue nombrado Profesor Honorario de la Universidad Católica en reconocimiento a la gestión y desempeño en la docencia Universitaria; obtuvo su maestría en la misma UCSG, en Derecho Constitucional, VII Promoción en el 2021. En mayo del 2022, la Universidad Católica de Guayaquil le entregó el reconocimiento al Meritum Excellentia como profesor Titular de Derecho Procesal por más de 35 años; y, Reconocimiento Académico por haber obtenido las más altas calificaciones en la Maestría en Derecho Constitucional, VII Promoción – Julio del 2022.
En marzo de 1979 fue elegido como miembro electivo de la sección jurídica del Colegio de Abogados de Guayaquil en Procedimiento Civil. Mejor abogado, Colegio de Abogados del Guayas del año 1997. En 1985 fue designado Árbitro Principal del Tribunal de Arbitraje de la Cámara de Comercio de Guayaquil y Ministro Conjuez Permanente de la Corte Superior de Justicia de Guayaquil. En 1988, se volvió miembro de la Comisión Asesora del Tribunal de Garantías Constitucionales y Conjuez Permanente de la Corte Suprema de Justicia en junio de 1999.
En diciembre de 1976 fue nombrado secretario de la Municipalidad de Guayaquil. En marzo de 1981, fue elegido vicepresidente de la Cámara de Comercio Internacional de Ecuador. En enero de 1982 se lo eligió Director del Banco del Pacífico. En octubre de 1988 fue nombrado Presidente del Directorio de Azucarera Tropical Americana S.A. Aztra; y, fue designado Ministro de Industria, Comercio e Integración (Pacto Andino) en enero de 1991; Presidente de la Comisión del Acuerdo de Cartagena en diciembre de 1991; Presidente del Directorio de la Corporación Andina de Fomento CAF, en marzo de 1992; Presidente de la Cámara de Comercio Internacional, Capítulo Ecuador, en octubre de 1992; Ministro Secretario de la Producción, en octubre de 1999; en octubre de 1999 fue nombrado Presidente de la Corporación Financiera Nacional (CFN) y, Presidente del Consejo de Comercio Exterior e Inversiones (COMEXI) en enero de 2000; y, en abril de 2000 se posesionó como Superintendente de Bancos de Ecuador.
Falconi ha escrito para la página editorial de Diario El Universo, de Guayaquil; El Comercio y Diario Hoy de Quito y en este último desde 1988 hasta el 2013.

## Acusaciones
En 2015, Fernando Villavicencio, y Cléver Jiménez, publicaron el libro "Los secretos del feriado"  donde «consta el informe que el presidente Rafael Correa mantuvo oculto durante siete años, donde prueba que fue su primo Pedro Delgado y Juan Falconí Puig quienes elaboraron el decreto para entregar dinero a la banca quebrada». Según Falconí Puig, «Villavicencio al igual que Cléver Jiménez, son empleados de los hermanos Isaías (Roberto y William) porque esta gente nunca ha dicho algo de los Isaías que son los grandes responsables del feriado bancario. El feriado se resolvió en una época donde yo no era nada del gobierno». 
En 2017, negó que haya sido uno de los responsables del congelamiento de los depósitos en 1999, en lo que se conoce como feriado bancario de la Crisis económica en Ecuador de 1998-1999. Y culpó a los banqueros de ese entonces de la grave crisis que sufrió el país. 

## Carrera judicial

### Caso Isaías-Filanbanco
En el Gobierno de Jamil Mahuad (año 2.000) Ecuador eliminó su moneda, el sucre que sustituyó por el dólar de Estados Unidos de América. Filabanco, que por muchos años había sido una de las principales instituciones bancarias en Ecuador, se decía era lo suficientemente sólida para sobrevivir la crisis económica de 1998-99. No obstante, pasó al manejo de la Agencia de Garantía de Depósitos AGD, por su estado de insolvencia e iliquidez, y por su estado de insolvencia colapsó en el 2001, puesto que sus dueños los hermanos Isaías Dassum eran los principales deudores vinculados, que no pagaron sus deudas por créditos que se habían concedido a sí mismos. En el año 2000, el Dr. Juan Falconí Puig, como Superintendente de Bancos, presentó la denuncia contra Roberto Isaías, a su hermano William y otros implicados, la misma que terminó con una sentencia ejecutoriada de la Corte Suprema condenando de peculado a Roberto Isaías, a sus hermanos y los otros funcionarios. Antes de ello, el Dr. Hernán Ulloa, Juez de la Corte Suprema de Justicia, denunció públicamente, por televisión y la prensa escrita, un intento de soborno para que exonere de culpabilidad a Isaías y sus colaboradores en ese caso. La Sala Especializada de lo Penal de la hoy Corte Nacional de Justicia, el 10 de abril de 2012, declaró la culpabilidad en calidad de autores, responsables del delito de peculado a Roberto Isaías, William Isaías, Juan Franco, y otros; los condenó a la pena de 8 años de reclusión mayor; y, el mismo tribunal, desestimó la casación en el año 2013. Falconí rechazó ser el gestor de la confiscación de los activos de la familia Isaías en 2008, pero dijo que apoyaba la medida. Casi dos años después de que se condenara a los hermanos Roberto y William Isaías, la Corte Nacional de Justicia (CNJ) ratificó el 13 de marzo de 2014 el fallo que sentenció a 8 años de reclusión a los expropietarios de Filanbanco por el delito de peculado.
Como, Filanbanco había colapsado en el 2001, el gobierno procedió a demandar a los dueños de Filanbanco, los hermanos Isaías-Dasun, por malversación de fondos. La Sala Especializada de lo Penal de la Corte Nacional de Justicia, el 10 de abril de 2012, declaró la culpabilidad en calidad de autores, responsables del delito de peculado a Roberto Isaías, William Isaías, Juan Franco, y otros, condenándolos a la pena de 8 años de reclusión mayor; y, el mismo Tribunal en Casación desestimó dicho recurso en el año 2013. Falconí rechazó ser el gestor de la confiscación de los activos de la familia Isaías en 2008, pero dijo que apoyaba la medida, que era legal y demorada.  Casi dos años después de que se condenara a los hermanos Roberto y William Isaías, la Corte Nacional de Justicia (CNJ) ratificó el 13 de marzo de 2014 el fallo que sentenció a 8 años de reclusión a los expropietarios de Filanbanco por el delito de peculado.
Falconí presentó una queja ante la Corte Suprema de Justicia en marzo de 2002, acusando de prevaricato a la ministra fiscal Mariana Yépez; el fiscal Guillermo Mosquera; al expresidente de la CSJ, Galo Pico; y al agente fiscal de la Unidad de Investigaciones Financieras del Ministerio Público, Jorge Montero a quienes se vinculaba con Isaias.
Después de mucho tiempo ha salido a luz abundante documentación, de la que cabe mencionar, a manera de ejemplo, al menos la siguiente:
a) Correspondencia del año 2005 entre la Ex Embajadora de Estados Unidos en Ecuador, Kristie A. Kenney, disponible en la Biblioteca Pública de la Diplomacia de los Estados Unidos.
b) Una tesis producto de una investigación científica realizada por Gabriela Rosero Delgado de “Flacso”, un Centro de Estudios muy serio. Ver principalmente el capítulo IV, página 72.
c) También se puede leer la decisión de la Corte Suprema del Estado de La Florida sobre el juicio que en ese lugar se sigue contra los hermanos Isaias, y se agrega.
d) Las notas e informes sobre extradición publicados esos días por la prensa nacional, en particular Diario “El Universo”, del 20 de enero de 2019 que, en la página 3, en la parte superior izquierda, con foto, muestra la extradición pendiente de los hermanos Roberto y William Isaías.
e) Un programa investigativo de televisión, "Visión 360" producido por "Ecuavisa", (una) la mayor red ecuatoriana de televisión.

## Candidatura a la Corte Nacional de Justicia
Falconí fue uno de los más controversiales, por el duro enfrentamiento que ha mantenido contra los dueños del ex Filanbanco, hermanos Isaías-Dassun, de lista de candidatos que se postularon a la Corte Nacional de Justicia en 2011.

## Premios y distinciones
Universitario, destinado a los mejores estudiantes; y, en el 2016, la Universidad Católica de Santiago de Guayaquil lo nombró Profesor Honorario.
En enero de 2014 recibió un reconocimiento otorgado por la Universidad Católica por su desempeño como catedrático y Decano que ejerció entre 1984-1986.
El Colegio de Abogados del Guayas lo designó como abogado del año, en 1997.
Condecoración de la orden Nacional Antonio José de Irisarri en el Grado de Gran Cruz. República de Guatemala. Agosto del 2015
Reconocimiento por cumplir 44 años de abogado por el Colegio de Abogados del Guayas, 2016
Condecoración al mérito en el año 2019 por el Colegio de Abogados del Guayas.
En mayo del 2022, la Universidad Católica de Guayaquil le entregó el reconocimiento al Meritum Excellentia como profesor Titular de Derecho Procesal por más de 35 años. 
En julio de 2022, recibió el reconocimiento Académico por haber obtenido las más altas calificaciones en la Maestría en Derecho Constitucional, VII Promoción

## Principales publicaciones
- Compañías: Su formación, costos e índice alfabético de la Ley. Corporación de Estudios y Publicaciones, Quito. 1977. ·
- Integración e Inversión Extranjera: Corporación de Estudios y Publicaciones. 1979  ·
- Ley de Compañías: Costos de formación e Índice Alfabético de la Ley. Second edition: Corporación de Estudios y Publicaciones, Quito. 1980  ·
- La Administración de Justicia en el Proceso Moderno. Conferencia. Universidad Católica de Guayaquil. 1983 ·
- Código de Procedimiento Civil: Concordancias, Leyes Conexas, Jurisprudencia, Resoluciones de la Corte Suprema de Justicia y comentarios. 1989 segunda edición: 1991. Reimpresión: 2001  ·
- Documentos del Caso Filanbanco: II Tomos. 2002.  ·
- Conferencia “Ética y Función Pública”. Universidad Católica de Santiago de Guayaquil. 2005  ·
- Inmunidad Parlamentaria. Universidad Católica de Santiago de Guayaquil. 2006.  ·
- Poder, Asamblea y Régimen Jurídico Coautor Ponencia: Poder Constituyente. Corporación de Estudios y Publicaciones. 2007  ·
- Estudios Procesales. Corporación de Estudios y Publicaciones. 2012